# 有川小三
有川 小三（ありかわ こうぞう、1884年1月13日 - 1973年4月14日）は、鹿児島銀行役員、実業家、弁護士。

## 経歴
8歳にして父を亡くし、有川矢九郎（貞実）宅にて寄食しながら島津奨学資金等の援助により、大正2年7月10日東京帝国大学法科大学（英法）を卒業。
大正2年8月14日、東京青山高樹町住み海軍少将縦四位勲三等功四級、有川貞白の三女愛子と結婚する。
株式会社泰昌銀行（東京）、 古河合名会社（東京）、 株式会社第百四十七銀行 （現、鹿児島銀行）大阪副支店長、 大島支店長、 沖縄支店長、昭和8年8月本店支配人営業部長を歴任。
昭和14年1月、監査役に就任後、銀行合併により職を辞する。
沖縄電気株式会社監査役に選任される。
昭和14年2月に弁護士登録。
昭和19年2月、鹿児島共同倉庫株式会社代表取締役社長、昭和３９年２月退任。
昭和20年5月、薩摩興業株式会社監査役就任。 鹿児島史談会　会員。
以後、弁護士活動により昭和４８年春の叙勲が決定したが、その日を待たずして逝去したために、「死亡叙勲」として、 勲四等瑞宝章と金杯、従5位を下賜される。
有川家累代の墓は、当初、松原神社・南林寺墓地であったが、大正8年12月中の移転が必要となり、冷水町興国寺跡地に新墓地（約700坪）が造成されたことにより、興国寺墓地に14坪の墓所として改葬、移された。
鹿児島市冷水町2 鹿児島市営「興国寺墓地」に埋葬される。
家督を継いだのは孫である有川貞美である。